# Mo Xi

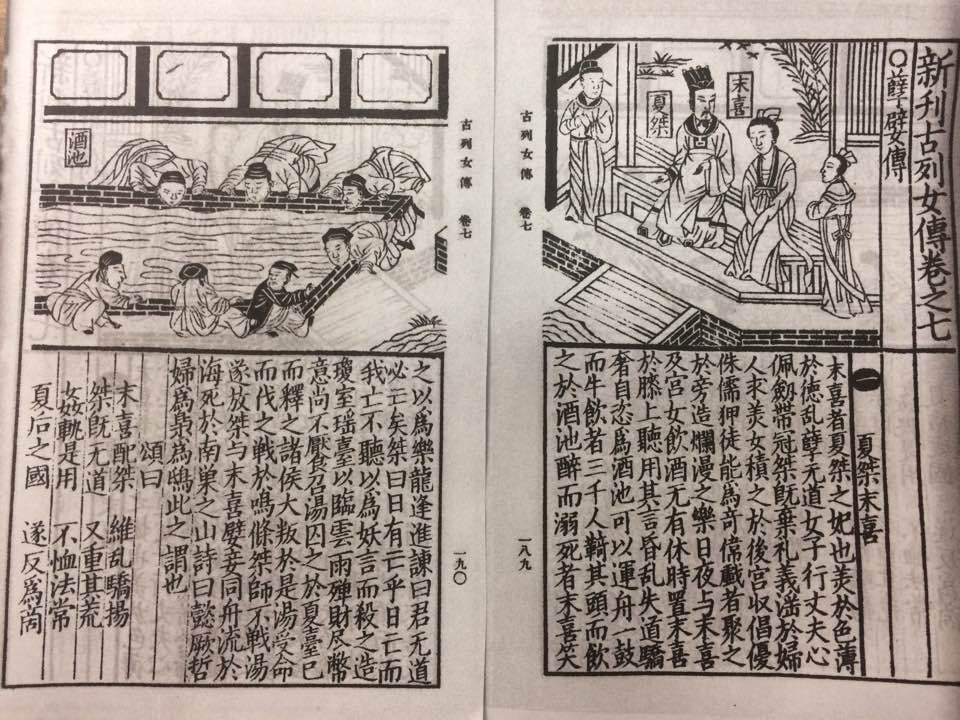
Bild von Jie und Mo Xi, die den Männern beim Trinken aus dem Alkoholsee 酒池 zusehen, aus dem Xinkan gu Lienü zhuan 新刊古列女傳 (ca. 1825), herausgegeben von Ruan Fu 阮福 (1802–?).

Mo Xi (chinesisch 末喜, Pinyin Mò Xǐ, Wade–Giles: Mo4Hsi3) war die Konkubine von Jie 桀, dem letzten Herrscher der legendären Xia-Dynastie 夏 (trad. ca. 2070 – ca. 1600 v. Chr.). Nach der Überlieferung werden Mo Xi, Da Ji 妲己 (die Konkubine des letzten Herrschers von Shang) und Bao Si 褒姒 (die Konkubine des letzten Herrschers der westlichen Zhou) jeweils für den Untergang dieser jeweiligen Dynastien verantwortlich gemacht. Laut dem Wu Yue chunqiu 吳越春秋 (Frühlings- und Herbstannalen von Wu und Yue) "fiel Xia wegen Mo Xi; Yin (Shang) fiel wegen Da Ji; Zhou fiel wegen Bao Si" (夏亡以妹喜，殷亡以妲己，周亡以褒姒). Weder Mo Xi noch der See des Alkohols, mit dem sie in Verbindung gebracht wird, wird in der Geschichte von Jie und dem Fall von Xia im Shiji 史記 (Aufzeichnungen des großen Historikers) erwähnt.

## Biografie
Laut dem Lienü zhuan 列女傳 war Mo Xi die Konkubine von Jie von Xia. Sie war schön, aber nicht tugendhaft, sondern verdorben und unmoralisch. Obwohl ihre Handlungen die einer Frau waren, hatte sie das Herz eines Mannes. Sie trug ein Schwert an ihrem Gürtel und eine (Männer-)Mütze. Jie trank Tag und Nacht mit Mo Xi und seinen Palastdamen. Er setzte Mo Xi auf seine Knie und hörte zu, was immer aus ihrem Mund kam. König Jie von Xia machte auch einen See aus Wein, der groß genug war, um Boote zu transportieren. Mit einem Trommelschlag tranken dreitausend Männer daraus und senkten ihre Gesichter wie Vieh, um trinken zu können. Wenn sie betrunken waren, fielen sie hinein und ertranken. Mo Xi fand das unterhaltsam und lachte sie aus.
Später rief Jie Tang herbei und sperrte ihn in Xiatai ein, ließ ihn aber anschließend wieder frei. Als die Vasallenfürsten rebellierten, griff Tang Jie an und besiegte ihn bei Mingtiao. Tang verbannte Jie, der zusammen mit Mo Xi und seinen Lieblingskonkubinen auf einem Boot aufs Meer hinausgetrieben wurde. Er starb am Berg Nanchao 南巢.
Der Bericht über Jies Exil im Lienü zhuan unterscheidet sich von der Version, die im Kapitel "Xia benji" 夏本紀, welche im Shiji zu finden ist. Hier wird nicht nur Mo Xi nicht erwähnt, sondern auch sagt: "Jie floh aus Mingtiao und wurde daraufhin ins Exil geschickt und starb. Jie sagte zu jemandem: 'Ich bedaure, dass ich Tang in Xiatai nicht töten konnte, was dazu geführt hat, dass ich so weit gekommen bin'".
Laut dem Guoyu plante Mo Xi, die aus dem Staat Shi stammte, von Anfang an, die Xia zu stürzen. "Früher, als Jie von Xia den Staat Shi angriff, übergab das Volk Shi ihm Mei Xi. Mei Xi wurde begünstigt, daraufhin verbündete sie sich mit Yi Yin 伊尹 und zerstörte Xia" (昔夏桀伐有施，有施人以妹喜女焉，妹喜有寵，于是乎與伊尹比而亡夏).
In der Version im Zhushu jinian 竹書紀年 (Bambus-Annalen) arbeitet sie auch mit Yi Yin zusammen, um die Xia zu stürzen. "15. Jahr (von Jie): [Gui 癸 (König Jie)] befahl Bian 扁, Shan Min 山民 anzugreifen. Shan Min präsentierte Jie zwei Frauen, die eine hieß Wan 琬 und die andere Yan 琰. Der Kaiser liebte die beiden, obwohl die Frauen ihm keine Kinder gebaren. Er ließ ihre Namen in die Edelsteine Tiao 苕 und Hua 華 einschnitzen: Tiao 苕 hieß "Wan", Hua 華 "Yan", und seine erste Frau Mo Xi schickte er nach Luo 洛 fort. Im Qing-Palast 傾宮 richtete er den Yao-Turm 瑤臺 ein, damit sie darin wohnen konnten. Frau Mo Xi hatte Geschlechtsverkehr mit Yi Yin, um Zwietracht zwischen Yin und Xia zu säen" (Übersetzung).